# Metropolia Cartagena
Metropolia Cartagena – metropolia rzymskokatolicka w Kolumbii utworzona 20 czerwca 1900 roku.

## Diecezje wchodzące w skład metropolii
- Archidiecezja Cartagena
  - Diecezja Magangué
  - Diecezja Montelibano
  - Diecezja Montería
  - Diecezja Sincelejo

## Biskupi
- Metropolita: abp Francisco Javier Múnera Correa IMC (od 2021) (Cartagena de Indias)
- Sufragan: bp Ariel Lascarro Tapia (od 2015) (Magangué)
- Sufragan: bp Farly Yovany Gil Betancur (od 2020) (Montelibano)
- Sufragan: bp Ramón Alberto Rolón Güepsa (od 2012) (Montería)
- Sufragan: bp José Crispiano Clavijo Méndez (od 2015) (Sincelejo)

## Główne świątynie metropolii
- Bazylika archikatedralna św. Katarzyny Aleksandryjskiej w Cartagena de Indias
- Katedra Matki Boskiej z Candelarii w Magangué
- Katedra Świętego Krzyża w Montelibano
- Katedra św. Hieronima w Montería
- Katedra św. Franciszka z Asyżu w Sincelejo